# 63156 Yicheon
63156 Yicheon è un asteroide della fascia principale. Scoperto nel 2000, presenta un'orbita caratterizzata da un semiasse maggiore pari a 3,1207561 UA e da un'eccentricità di 0,0955545, inclinata di 10,48702° rispetto all'eclittica.
L'asteroide è dedicato al poliedrico coreano Yi Cheon.